# Bashkirtseff (cratère)
Bashkirtseff est le nom d'un cratère d'impact présent sur la surface de Vénus.
Le cratère a ainsi été nommé par l'Union astronomique internationale en 1994 en hommage à l'artiste et diariste d'origine ukrainienne Marie Bashkirtseff.
Son diamètre est de 36,2 km. Il se situe dans la région du quadrangle d'Atla Regio (quadrangle V-26).